# さい果ての星の彼方に
『さい果ての星の彼方に』（さいはてのほしのかなたに、英: Beyond the Farthest Star）は、エドガー・ライス・バローズによるアメリカのSF小説。全2部からなるが、未完。

## 概要
第1部「ポロダ星での冒険」（雑誌掲載は1942年）、第2部「タンゴール再登場」（バローズの死後発見された）からなるが、実際は未完。単行本収録は1964年（カナベラル社『金星の魔法使』に併録）。日本語版は、東京創元社の創元推理文庫SFからそのまま翻訳されており、リチャード・A・ルポフの「解説」も含めて収録されている。翻訳は厚木淳、挿絵、カバーイラスト、口絵は武部本一郎、1970年9月11日（ただし、カバーイラストと口絵は、表題作「金星の魔法使」）。
バローズの作品としては、最後期のものとなる。彼の作品として見た場合、本作の最大の特徴は他の恒星系を舞台にしている点で、なおかつ架空の天体であり、その意味では唯一無二の作品である。舞台となるポロダ星は、オモスという恒星の周囲を公転しており、オモス星系には全部で11の惑星があるのだが、全てが同一の公転軌道を描いているのが特徴となっている。初期の発想では、「公転軌道に大気圏がドーナツ状に展開し、全惑星で共有している」とされ、飛行機で惑星間を移動する、というアイディアもあったようだが、これは放棄された。オモス星系（球状星団NGC7006）や言語は詳細に設定されており、火星、金星のような長期シリーズ化を構想していたといわれる。
「死に瀕した軍人（元軍人）が、裸で他の惑星に現れる」、という点では処女作『火星のプリンセス』と同じだが、火星シリーズの主人公ジョン・カーターと異なり、本作の主人公タンゴールはバローズと面識はなく、情報は「タイプライターが自動筆記される」という、不気味な方法で伝達されている。
また、厭戦的な雰囲気の漂う作風は、火星シリーズの夢想的（牧歌的）な作風（戦争や決闘は名誉なこと）とは大幅に異なっている。本作では、100年も続く戦争が、かなり現実的に描写されている。例えば、プノス国は「執拗な爆撃で文明が崩壊し、人喰いをしなければ生きていけない」という悲惨な状況に陥っている。主人公の属するユニス国では、戦死者が月平均10万人であり、多い時は50万人に達する。個人に目を移すと、ハーカス・イェンの妻は14男6女を産んだが、13番目までの男児は戦死しており、十四男は軍務に服している。また、衣装は、全身タイツのような物が2着（国家元首クラスでも3着）しか、生涯に持てない。これは、金属に似たプラスティック製の物で壊れることがなく、持ち主が死亡すると売りに出される。これに顕著なように、娯楽には精力が割かれておらず、二言目には「戦争だから」、「戦争だもの」と、半ば諦めたような、思考停止状態の言葉を述べる。しかし、この戦争はユニスにとっては自衛のためであり、ユニス人の戦意は高い。

### 補足
H・H・ヘインズの作品番号では、「ポロダ星での冒険」は101であり、「タンゴール再登場」はリストにない。総作品数は109（ただし、ナンバーのない"You Lucky Girl!"もリストにある）までリストアップされているが、未掲載の作品が3作ある（「タンゴール再登場」、『カリグラ帝の野蛮人』、"Pirate Blood"）。
本作以前で、異星を舞台にしたものは3つある（火星シリーズ、金星シリーズ、月シリーズ）。登場する星は5つで、内訳は、惑星3（火星、木星、金星）、衛星2（月、フォボス）である。しかし、金星（アムター）は分厚い雲に覆われ、滅多に直射日光の射さないという設定であり、地球人である主人公カースン・ネイピアは、装置類を使用せずに呼吸でき、気圧も地球と変わらないように見える。また、月シリーズの場合、全3部のうち登場するのは第1部のみで、しかも地球空洞説を応用した空洞世界になっている。フォボスに至っては、「接近すると大きさが縮む」という設定になっており、本作以外でも、オリジナル設定の目立つ星は登場している。

## ストーリー
導入部として、ハワイに住む「わたし」の目の前で「タイプライターが自動筆記される」という場面が存在する（第1部、第2部とも）。
第1部
主人公のタンゴールは、1939年9月にドイツ戦線で3機のメッサーシュミットと交戦、2機を撃墜したものの自機も被弾し、自身も致命傷を負う。落下の最中に気を失い、気がつくと見慣れない植物園のようなところにいた。傷はなく、しかも全裸で。彼は捕えられたが言葉が通じず、精神分析学者ハーカス・イェンに預けられる。ユニス国の言葉を覚え、精神病患者でないと判明したタンゴールは、ハーカス・イェンの家に招かれ、そこで4週間ほど過ごした。彼が現れて6週間後、裁判にかけられ、カパラ人のスパイではないと判り、彼は市民権を得る。彼は戦闘機パイロットを志願したが、配属されたのは労働部隊で、爆撃の跡を修復する係だった。重労働を繰り返す日々が過ぎ、彼は国防長官から呼び出され、パイロットへの転向を認められる。
ユニスはカパラから侵略を受けており、その戦いは100年続いていた。生活の全ては戦争を基準にしており、ハーカス・イェンの妻は14男6女を産んだが、13人の男児は戦死していた。それでも「戦争だから」、「戦争だもの」と、ユニス人は耐え忍び、勝利を目指す。
タンゴールはパイロットとして活躍する中、何度か撃墜も体験するが、その度に生還した。何度目かの帰還中に、彼はハーカス・イェンの娘であるヤモダが、怪我をして倒れているのを発見する。飛行機で急いで病院に運び、手術を待つタンゴールの前に、ヤモダの母が現れる。今度ばかりは、彼女も飛行機に憤りを示した。戦争は、飛行機が悪化させたのだ。そして、今度は娘の命まで奪おうとしている。しかし、ヤモダは助かった。少なくとも、今回ばかりは飛行機が命を救ったのだ。その時、空襲警報が鳴った。
第2部
敵空襲を撃退したタンゴールは、カパラが開発中の宇宙航行の秘密を盗むため、スパイとして潜入する。折りしも、国防長官の職員であるモーガ・サグラが亡命を希望しており、彼はその計画に乗るふりをしてカパラへ渡る。しかし、独裁国家カパラはユニスよりもさらに荒廃し、秘密警察が横暴な権力を行使していた。任務のため、同胞のユニス人からも売国奴と疑われながら、タンゴールは権力と戦い、時には追従しながら、ついに秘密を盗んで生還する。
帰国後、彼はハーカス家から白い目を向けられるが、それは誤解から生じたものだった。誤解は解け、彼は隣の惑星へ探査に出る任務を受けた。

## 登場人物、用語

### 主要人物、用語
ポロダ
地球から約45万光年離れている。ポロダの1年は300日なので、ポロダ式では54万8千光年となる。オモスという恒星を回っており、11の惑星全てが同じ公転軌道を描いているため、オモス星系は「球状星団NGC7006」と呼ばれている。
ユニス
民主国家であり、ポロダの国土（もしくは文明圏）の1/10に相当する面積を保有する。カパラの侵攻を受け、100年間、戦い続けている。
爆撃機が接近すると空襲警報が発令され、ビルなどの建物はスライドして地下に収容される。地下都市での長期間の生活を繰り返しているため、肌の色が極めて白くなっている。
ユニスの第一の目的は戦争に勝つことであり、他の全ては二の次とされる。女性はファッションやメイクに凝ることはなく、それらより戦争（あるいはそのための生産）が優先される。戦争に参加することは義務であり本能的なものとされ、タンゴールが「地球には『兵隊にするために坊やを育てたんじゃない』という歌がある」というと、「兵役忌避者にするために息子を育てたんじゃない」と返された。
ユニスのパイロットは勇敢であるが、それは普段生活している地下都市か、戦闘地域である高空に限られる。不時着した際は慣れないジャングルや平原で意気地がなくなり、前途を悲観した。タンゴールは「閉所恐怖症の反対の症状で、開放された場所では落ち着かず、不安になる」と判断している。
ユニスの言語は「日本語放送と交響曲の演奏会」を合わせたようなもの、と形容される。
カパラ
独裁国家であり、侵略国家。言語は「豚が食事の時に立てるような」と形容されている。ポロダ9/10の地域を支配、あるいは徹底的に破壊している。破壊された地域では貧困が蔓延しており、人喰い民族となった例もある（プノス国）。
第2部ではタンゴールが潜入し、秘密警察が支配するディストピアを目の当たりにした。
タンゴール地球人（アメリカ人パイロット）。本人にも判らない方法でポルダ星に転移した（致命傷も消えている）。本名は非公開で、タンゴールというのはユニスの言語で「無から」の意味。
第2部では独裁国家であるカパラにスパイとして潜入した。同様の前例は金星シリーズ第3巻『金星の独裁者』で描写されている。